# خضرتیره
خضرتیره، روستایی از توابع بخش مرکزی شهرستان نوشهر در استان مازندران در ایران است.

## جمعیت
این روستا در دهستان کالج قرار دارد و براساس سرشماری مرکز آمار ایران در سال ۱۳۸۵، جمعیت آن ۸۳۲ نفر (۲۱۸خانوار) بوده‌است. مردم خضرتیره از قومیت طبری هستند. مردم خضرتیره به زبان طبری با گویش کجوری سخن می‌گویند.